# 碓冰繞道
碓冰繞道（碓氷バイパス），是日本國道18號於群馬、長野兩縣邊境全長23公里的繞行道路。該繞道自群馬縣安中市松井田町橫川與現道分岐起，至長野縣輕井澤町與輕井澤繞道接續止。

## 概要
- 起點 : 群馬縣安中市松井田町橫川
- 終點 : 長野縣北佐久郡輕井澤町長倉字大小丸
- 全長 : 23km
- 道路規格 : 第3種1級
- 設計速度 : 60 - 80km/h
- 標準幅員 :
- 車線數 : 2車線

該道路由日本道路公團建設，現在由國土交通省高崎河川國道事務所管理。最高點在長野縣和群馬縣交界處的入山峠，標高為1,030公尺。

## 交差及接續路線
- 群馬縣道・長野縣道92號松井田輕井澤線
- 群馬縣道・長野縣道43號下仁田輕井澤線

## 交通量
2005年度（平成17年度道路交通服務）平日24時間交通量（台）：
- 安中市松井田町入山字暮井 : 9,896

## 關連項目
- 關東地方道路一覽
- 上信越自動車道

## 外部連結
- 高崎河川國道事務所 （页面存档备份，存于）